# Vrouw in het Verzet
Vrouw in het Verzet is een monument ter nagedachtenis aan Hannie Schaft in het Kenaupark in de Nederlandse stad Haarlem. Het bronzen beeld is gemaakt door Truus Menger-Oversteegen, in de oorlog haar vriendin en mede-verzetsstrijdster. Herdenking van de communistische Hannie Schaft stuitte in de jaren vijftig op weerstand en het beeld is pas gerealiseerd in 1982.

## Achtergrond
De in de Tweede Wereldoorlog gefusilleerde Hannie Schaft werd eind 1945 door koningin Wilhelmina gekenschetst als symbool van het Nederlands verzet. Door anticommunistisch sentiment was Schaft niet geheel onomstreden; in 1951 werd een Hannie Schaftherdenking op last van de minister van Binnenlandse Zaken verboden. Vanaf 1952 werden pogingen ondernomen om te komen tot een monument voor Schaft, dat zou worden geplaatst in Haarlem. In 1956 verscheen het boek Het meisje met het rode haar, van Theun de Vries. In een nawoord schreef hij: "Dit boek wil een voorlopig monument zijn voor haar en haar makkers in afwachting van een beter en duurzamer, welke gestalte dat ook moge krijgen."

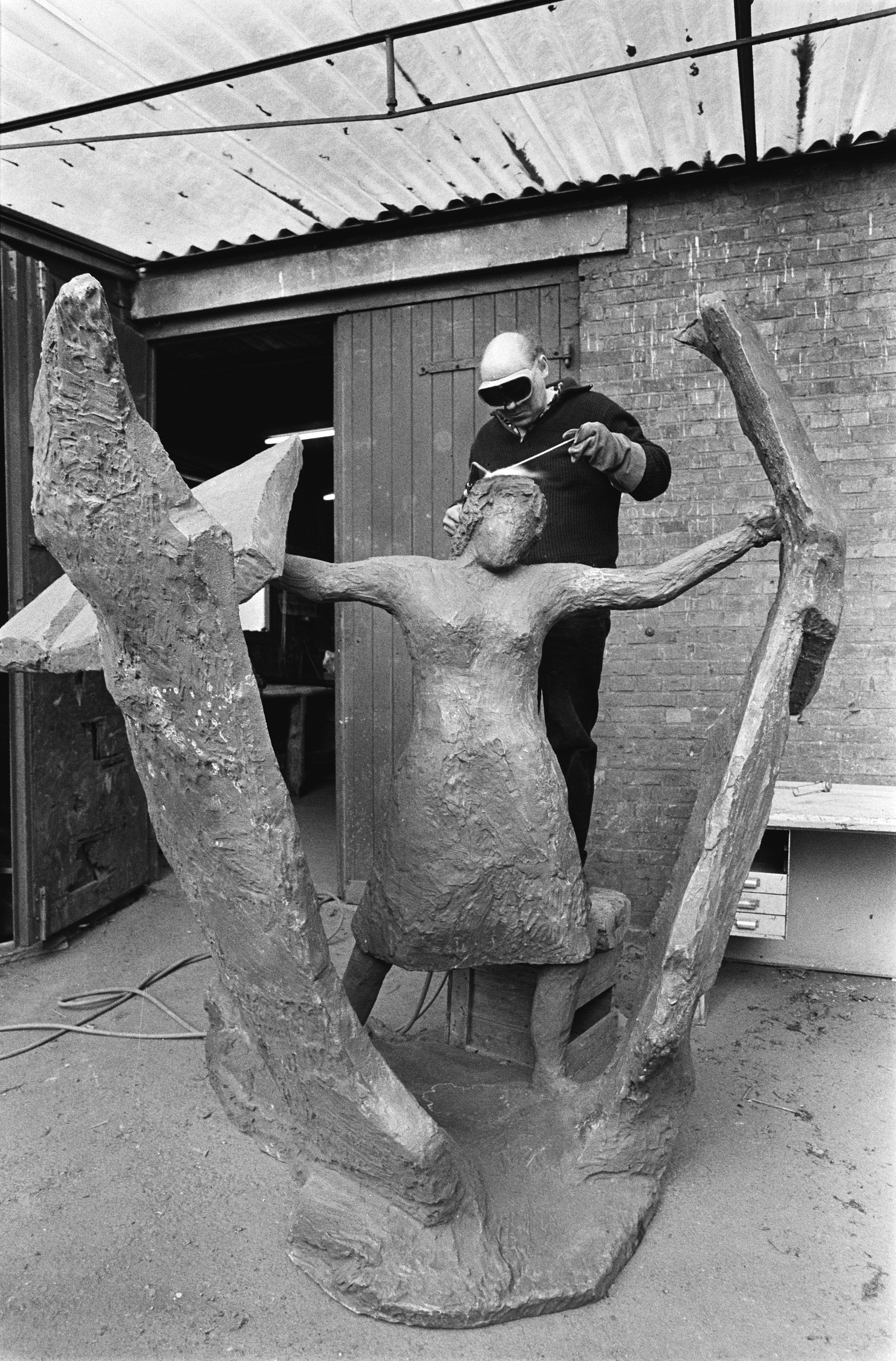
Het laatste laswerk bij Bronsgieterij Binder

Bijna vijfentwintig jaar later maakte de Amsterdamse beeldhouwer Joop van Rijs een ontwerp voor een monument voor de gemeente Haarlem. Zijn idee, begin 1980, van een kooiconstructie werd echter afgewezen. In oktober 1980 schreef de gemeente een prijsvraag uit om te komen tot een nieuw ontwerp. Beeldhouwster Nel van Lith schreef in een open brief aan het college van burgemeester en wethouders dat de opdracht zou moeten worden gegeven aan Truus Menger-Oversteegen. Menger was tijdens de oorlog bevriend geraakt met Schaft en samen met haar actief in het verzet. De gemeente ging hier niet actief op in. Er kwamen 108 ontwerpen binnen naar aanleiding van de prijsvraag. Menger kwam in juni 1981 als winnaar uit de bus en kreeg alsnog de opdracht het monument te maken. Zij maakte het niet alleen voor Schaft, maar voor "alle vrouwen uit het verzet". Het beeld werd in brons gegoten bij Binder in Haarlem.

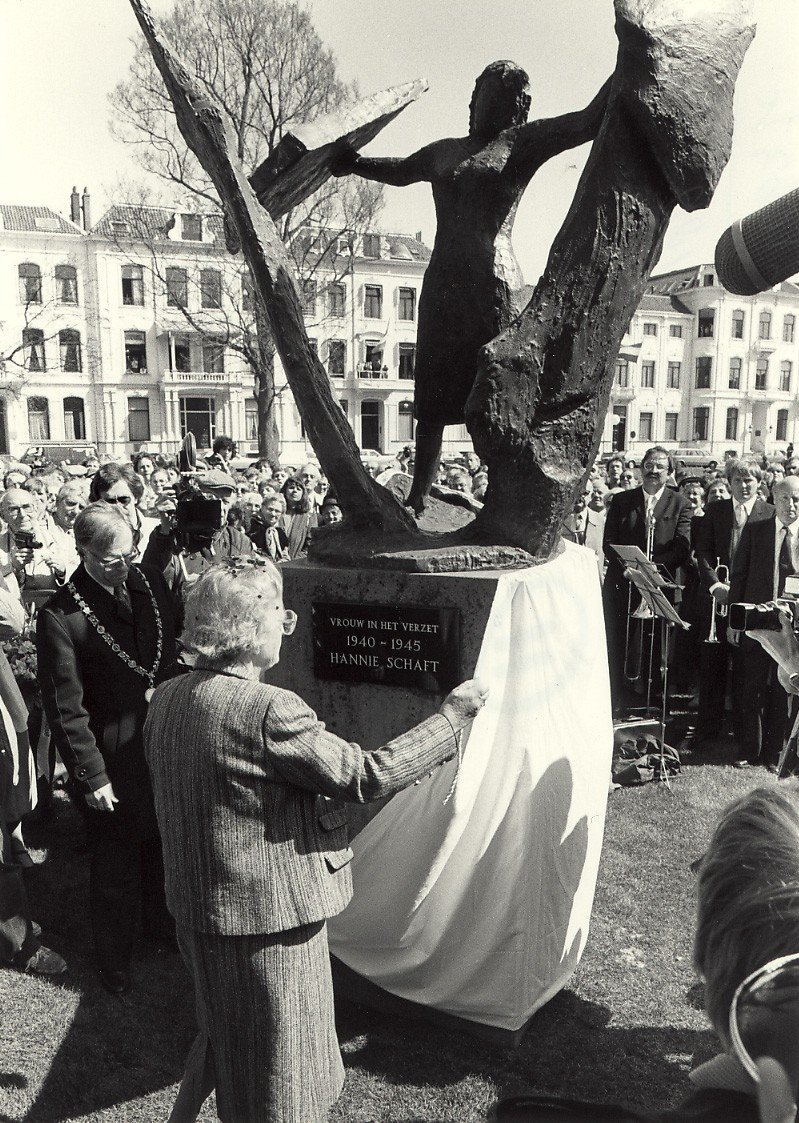
De onthulling door prinses Juliana

Op 3 mei 1982 onthulde prinses Juliana de plaquette op de sokkel, in aanwezigheid van onder anderen de beeldhouwster en burgemeester Jan Reehorst. Na afloop was er een bijeenkomst in het stadhuis, waar professor Von der Dunk een rede hield over het verzet en Ida Vos een gedicht voordroeg.

## Beschrijving
Het gedenkteken bestaat uit meer dan twee meter hoog bronzen beeld van een vrouw, die twee grote platen, symbool voor het fascisme, wegdrukt. Het beeld staat op een hardstenen sokkel van 1,60 meter. Op de sokkel is een plaquette aangebracht met de tekst 

VROUW IN HET VERZET
1940 - 1945
HANNIE SCHAFT